# Donacidae
Donacidae — родина морських двостулкових молюсків ряду венероїдних (Veneroida). Включає близько 60 видів.

## Характеристика
Представники родини мають асиметричні, витягнуті, стиснуті черепашки. Вони невеликі за розміром, в середньому 20-40 мм, лише деякі з них виростають до 150 мм в довжину. Черепашки трикутної форми, зі сплощеними боками, міцні, блискучі. Верхівки черепашки розташовані близько до її заднього краю. Забарвлення черепашки дуже мінливе навіть у межах виду. Забарвлення періостракума зазвичай жовте або фіолетове. Два сифони короткі, але повністю розділені, а ніжка велика. Живуть в узбережних водах. Вони активно риють нори. Живляться фільтруванням.

## Роди
- Capsella
- Donax Linnaeus, 1758
- Iphigenia Schumacher, 1817